# آر. أ. دي ميل
آر. أ. دي ميل هو سياسي سريلانكي، ولد في 1894، وتوفي في 1961. نشط حزبياً في الحزب الوطني المتحد. وقد انتخب عضو برلمان سريلانكا ‏.